# Ogcodes pallipes
Ogcodes pallipes este o specie de muște din genul Ogcodes, familia Acroceridae, descrisă de Pierre André Latreille în anul 1811. Conform Catalogue of Life specia Ogcodes pallipes nu are subspecii cunoscute.